# Basket Saragossa 2002
Basket Zaragoza 2002, auch bekannt unter dem Sponsornamen CAI Zaragoza, ist ein spanischer Basketballverein aus der aragonischen Hauptstadt Saragossa. Die erste Mannschaft spielt in der spanischen Liga ACB. Die Heimspiele werden im 10.744 Zuschauer fassenden Pabellón Príncipe Felipe bestritten.

## Geschichte
Der Klub Basket Zaragoza 2002 wurde im Jahr 2002 mit dem Zweck gegründet, die Nachfolge des traditionsträchtigen Vereins CB Zaragoza anzutreten, der von 1981 bis 1996 in der ersten Division spielte und sowohl national wie auch international Erfolge feiern konnte, sich jedoch aufgrund von finanziellen Problemen aus dem professionellen Spielbetrieb zurückzog.
Unmittelbar nach der Gründung erwarb der neue Klub, der ebenso wie sein Vorgängerverein mit dem Sponsornamen CAI Zaragoza auftritt, die Lizenz um in der Liga Española de Baloncesto (LEB), der zweiten spanischen Division, anzutreten. In einer turbulenten ersten Saison 2002/03 entging die Mannschaft erst im Relegations-Play-off dem Abstieg. In der Folge etablierte man sich im Spitzenfeld der zweiten Liga, scheiterte jedoch vier Mal in Folge im Aufstiegs-Play-off. Die Saison 2007/08 beendete CAI Zaragoza als Meister der LEB und erreichte so den langersehnten Aufstieg in die Liga ACB. Die erste Spielzeit in der höchsten Liga schloss der Klub jedoch nur auf dem 17. und vorletzten Rang ab und musste somit wieder absteigen. Bereits 2009/10 konnte die Mannschaft erneut die zweite Liga als Meister abschließen und startete somit ab 2010/11 in der Liga ACB.
Der erste Erfolg in der ersten Spielklasse gelang dem Klub 2012/13. CAI Saragossa beendete den Grunddurchgang auf dem 5. Platz und setzte sich im Playoff um die Meisterschaft im Viertelfinale mit 2:1 gegen Valencia Basket Club durch. Erst im Halbfinale unterlag die Mannschaft dem späteren Meister Real Madrid mit 0:3. Damit qualifizierte sich CAI Saragossa erstmals für einen internationalen Bewerb, dem Eurocup 2013/14.

## Namen
- CAI Zaragoza (seit 2002)

## Erfolge
- Sieger der Liga Española de Baloncesto: 2007/08, 2009/10

## Bekannte Spieler
- Alberto Angulo
- Robert Archibald
- Robin Benzing
- Jacob Burtschi
- Carlos Cabezas
- Rafael Hettsheimeir